# Seuthes vestitus
Seuthes vestitus là một loài bọ cánh cứng trong họ Cerambycidae.